# Instituto Federal de Educação, Ciência e Tecnologia do Ceará
O Instituto Federal de Educação, Ciência e Tecnologia do Ceará (IFCE) é um Instituto Federal de educação básica, profissional e superior, pluricurricular e multicampi, com atuação no Ceará. Especializado na oferta de educação profissional e tecnológica, nas diferentes modalidades de ensino, com base na conjugação de conhecimentos técnicos e tecnológicos com a prática pedagógica, atua em todas as regiões do estado por meio de seus 32 campi e atendendo mais de 33 mil alunos em uma área total instalada em mais de 5,9 milhões de m².
O Índice Geral de Cursos do IFCE atualmente (2017) é 3 e o Conceito Institucional (2018) é 5. Recentes avaliações do Ministério da Educação apontam para elevação nos indicadores do Sistema Nacional de Avaliação da Educação Superior - Sinaes, como avaliações de cursos, avaliações institucionais e Exame Nacional de Desempenho de Estudantes. Últimas avaliações resultaram em várias notas 4 e 5 em cursos e uma nota 5 (nota máxima) para o Campus de Sobral, como um campus de excelência para o IFCE. Em 2009 o Instituto figurou na lista do Exame Nacional do Ensino Médio (ENEM) como a melhor do Ceará na posição 148 no Brasil. O IFCE é a primeira instituição pública a mandar um participante para a etapa mundial do International Young Physicists' Tournament em 2021 na Geórgia.
A Instituição é ainda uma das que faz parte da Empresa Brasileira de Pesquisa e Inovação Industrial - EMBRAPII, com um polo de inovação que já aplicou mais de R$22 milhões em investimentos de pesquisa em 50 contratos e tendo participado mais de 340 alunos e cerca de 70 pesquisadores. O IFCE é o sucessor do legado que formou alunos que ajudaram a transformar a sociedade em muitos aspectos, ressaltando alguns famosos como o físico Cláudio Lenz Cesar, o cantor Falcão, o jornalista Flávio Paiva, o escritor Lira Neto, o ator Jesuíta Barbosa e o político e ex senador Inácio Arruda.

## História

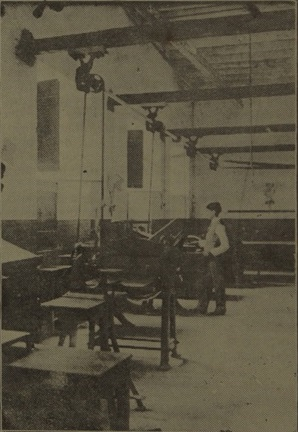
Oficina de Tipografia e Encardenação em 1915

### De Escola de Aprendizes a Centro Federal
Em 1909 o presidente Nilo Peçanha autorizou a criação das Escolas de Aprendizes Artífices - EAA, tendo no Ceará iniciado suas atividades em 1910 num prédio onde funcionava a Escola de Aprendizes-Marinheiros do Ceará - EAMCE, na Praia de Iracema, inaugurada em 25 de maio com presença do governador Nogueira Accioli. Na inauguração só funcionava a oficina de tipografia e no ano seguinte, em 1911 passou a funcionar a sapataria e a alfaiataria e finalmente as de marcenaria e carpintaria e serralheria e mecânica em 1912.  A Escola de Artífices participou em 1911 da Exposição Universal que aconteceu em Turim, na Itália e obteve medalhas de ouro e prata com vários artefatos levados pelos estudantes, alem de menção honrosa. O governo do Ceará fez uma mudança com a EAA, transferindo a escola, em 1914, para um prédio ao lado do Theatro José de Alencar. Durante os anos inicias foi precário o funcionamento, tanto que as oficinas não funcionavam com motores, sendo as instalações todas com máquinas manuais. Somente em 1915 houve a inauguração dos motores e outras máquinas elétricas. Nessa época a Escola de Aprendizes começou a publicar a "Revista Pedagógica", em 1917, em que eram apresentados e discutidos temas de ensino que envolviam as atividades da instituição. A lista dos primeiros formados na Escola de Aprendizes Artífices do Ceará é muito pequena tendo em 1922 terminados os cursos apenas 13 alunos num período de 12 anos de atividades da escola, entre 1910 e 1921. Tal situação decorreu da dificuldade dos alunos, a maioria pobres e precisando trabalhar para sobreviver. Em 1931 as Escolas de Marinheiros foram extintas, e por isso, no Ceará, a Escola de Artífices passou a ocupar as instalações, no bairro Jacarecanga, entre 1932 e 1939.

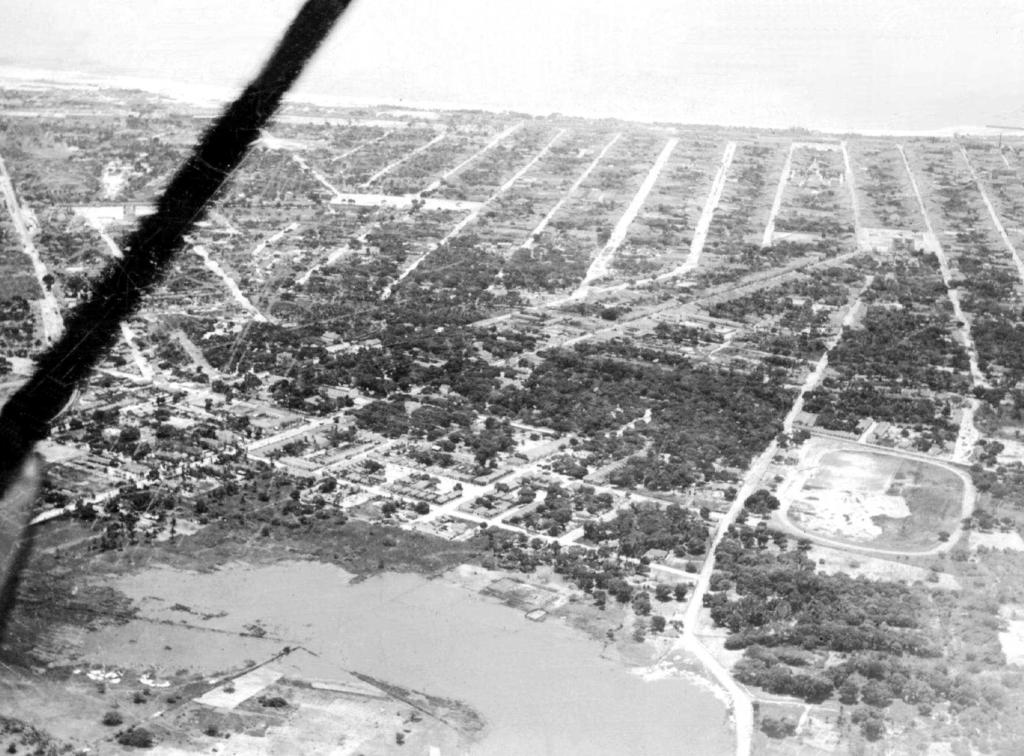
Vista aérea do "Campo do Prado" onde foi construído o Prédio da Escola Industrial de Fortaleza

A transformação para Liceu Industrial aconteceu ainda na gestão de Carlos Câmara, em 1937. Nessa época Câmara articulou com o governo do Ceará a viabilização da sede própria da instituição, por meio de doação de terreno em Fortaleza, o antigo "Campo do Prado". A doação do terreno aconteceu por meio do Decreto 548 de 4 de maio de 1939. Devido o Brasil ter  entrado na Segunda Guerra Mundial, o local foi utilizado como abrigo e preparação para os Soldados da Borracha do Serviço Especial de Mobilização de Trabalhadores para a Amazônia, até 1945. Em 1939 Waldyr Diogo de Siqueira foi nomeado diretor e no ano seguinte, 1940, o liceu foi transferido para um prédio da Rede de Viação Cearense no Centro de Fortaleza. O MEC alterou a denominação de Liceu para Escola em 1942. Siqueira foi o diretor que acompanhou a construção da nova sede, mas foi Jorge Raupp quem inaugurou, em 1952 o projeto do arquiteto Emílio Hinko. A instituição contava na época com uma estrutura para "atender 800 alunos, contando, além das salas de aulas e oficinas, de dormitórios, ginásio, campo de tênis e piscina". Raupp foi empossado diretor em 1951 e já naquele ano participou de treinamento na área de ensino industrial nos Estados Unidos no Estado de Nova Iorque em um programa de cooperação americano. O ensino técnico passou por mudanças em 1959, já com idade mínima de 14 anos e transformando as escolas em autarquias. Em 1961 com a primeira Lei de Diretrizes e Bases da Educação Nacional foi estabelecido a educação profissional e nessa época que surgiram os primeiros cursos técnicos integrados ao ensino médio, que foram os técnicos em estradas e de edificações em 1962. No final da década de 60 o governo militar realizou um acordo com o Banco Internacional de Desenvolvimento que modernizou as Escolas Técnicas Federais, com a do Ceará recebendo diversos maquinários importados de países como Alemanha, Suíça, Franca, Estados Unidos e Tcheco-Eslováquia.

A transição entre "Escola Industrial" para "Escola Técnica" já estava prevista na legislação por meio do Decreto-Lei 4.127 de 1942. Tal momento aconteceu em 1968 por meio de portaria do MEC. O Gestor que passou mais tempo sobre essa denominação foi o professor César Araripe, por 21 anos. Em 1973 ele foi em comitiva, com outros gestores federais, para os Estados Unidos por meio do programa Agência dos Estados Unidos para o Desenvolvimento Internacional - USAID, passando por treinamento sobre o ensino médio daquele país, na Universidade da Califórnia em San Diego. Na década de 1980 a Escola entrou na era da informática com a oferta do curso técnico de Informática Industrial em 1987. Nessa época o professor Mauro, que foi o último diretor desse período, era o coordenador do curso e foi o responsável pela popularização de redes locais para o uso no ensino, tendo sido destaque em feiras locais e nacionais. Nessa época a inovação também era parte do ambiente acadêmico da escola com seus alunos e professores envolvidos na elaboração de protótipos para patentes, como o da agulha que inutiliza a reutilização para evitar a transmissão de AIDS, em 1991. Com a chegada de Fernando Henrique Cardoso à presidência o ensino técnico federal tinha um reconhecimento e uma qualidade ainda bem elevados, tanto que críticos dos problemas educacionais do país batizaram a situação de "Belíndia", citando em 1995 o caso do Ceará que ofertava apenas 200 vagas para uma concorrência de 3000 estudantes. A interiorização teve início por meio do Programa de Expansão e Melhoria do Ensino Técnico (PROTEC), lançado em Brasília no ano de 1986 e efetivado com a inauguração em 1995 das Unidades de Ensino Descentralizadas (UnEDs) de Juazeiro do Norte e de Cedro.

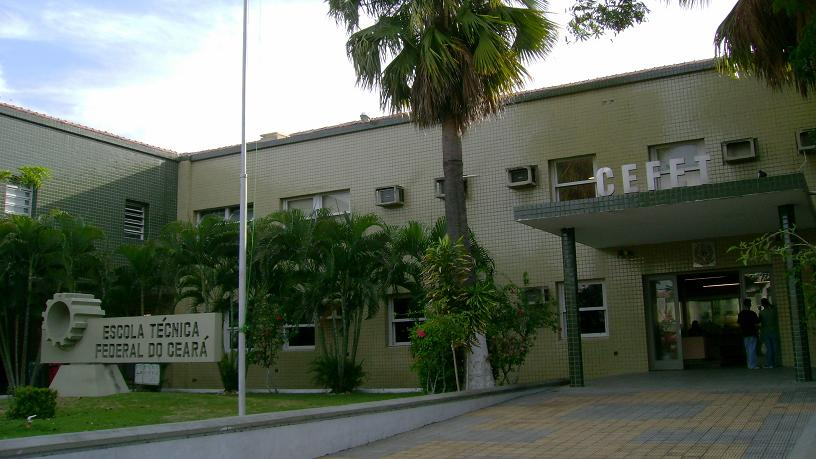
Fachada do Campus de Fortaleza com o letreiro do CEFET. Ao lado o antigo letreiro da Escola Técnica Federal do Ceará

Com a mudança para Cefet a oferta de cursos superiores foi iniciada em 1999 com cursos de graduação tecnológica. Nessa mesma época foi ciado o Centro de Pesquisa e Qualificação Tecnológica (CPQT), uma Instituição sem fins lucrativos para gerir recursos para ofertas de pós-graduação Lato sensu ofertados nessa época. Em 2003 a LG Electronics iniciou uma parceria com o Cefet com doação de computadores e depois a construção de prédios e laboratórios, tendo em 2006 sido inaugurado um novo bloco de salsas de aula. Foi na mudança para Cefet que houve o Plano de Expansão Fase II da rede de ensino tecnológico do país, planejamento realizado pelo Governo Federal em 2007, que foram escolhidas seis cidades polos do Ceará, das 150 cidades em todo o Brasil, para ampliação dos Cefets. A primeira cidade a ter uma UnED foi Maracanaú em 2007. O Governo do Ceará reforçou a estrutura com a transferência em 2008 das unidades do Instituto Centro de Ensino Tecnológico do Ceará - CENTEC de Sobral e Limoeiro do Norte. Ainda em 2008 iniciou as atividades a UnED de Quixadá.

### Transformações no Ensino Agropecuário

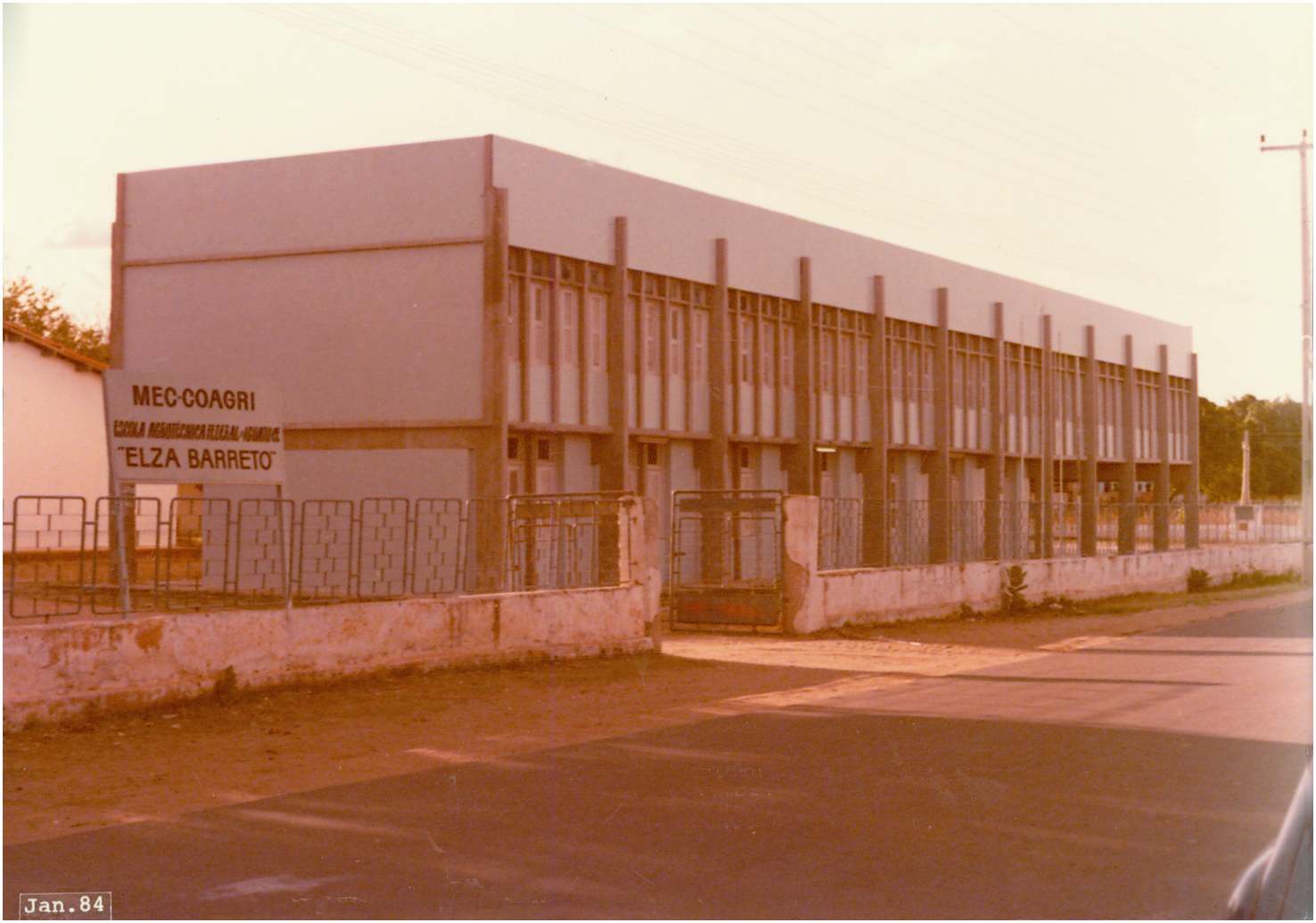
Escola Agrotécnica Federal de Iguatu Elza Barreto em 1984

O ensino agrícola federal no Ceará não estava previsto no Decreto 22.470 de 1947 que criava a rede de estabelecimento, mas previu que o poderia ser criado mediante acordo com os entes federativos. Um acordo só surgiu em 1954, quando o Deputado federal Alencar Araripe e o Ministro da Agriculta João Cleofas assinaram acordo para a instalação no Crato do ensino rural. Então foi criado no ano seguinte o primeiro curso da Escola Agrícola do Crato, tratorista, em 1955. Quase dez anos depois, em fevereiro de 1964, muda a denominação para Colégio Agrícola. Em 1967, o governo militar realizou uma mudança na gestão do ensino agrícola, transferindo do Ministério da Agricultura para o Ministério da Educação - MEC. A instituição muda de nome e passa a se chamar, em 1979, Escola Agrotécnica Federal de Crato.
Nessa época a Lei Orgânica do Ensino Agrícola, Decreto-Lei 9.613 de 1946, estabelecia um ensino que incluiu mulheres, mesmo que em espaços separados e também estimulava uma prática pedagógica extensiva, buscando o relacionamento da instituição com as vizinhança. Em 1983 foi editado um decreto que possibilitou que as atividades desenvolvidas pelos alunos internados nas escolas pudessem ser comercializadas em benefício desses alunos por meio das cooperativas escolas, tendo então cada unidade criado a sua.
O campus Iguatu do Instituto Federal de Educação, Ciência e Tecnologia do Ceará teve origem em 1955, com a criação do curso de extensão de Economia Rural Doméstica, ainda vinculado ao Ministério da Agricultura. O curso procurava capacitar pessoas alfabetizadas pudessem melhorar o nível de vida no lar, por meio do bordado, pintura preparação de alimentos, corte e costura, crochê, tricô, práticas agrícolas, noções de higiene, enfermagem etc., afim de proporcionar melhores condições de vida aos participantes. Em 1962, o Ministério da Agricultura criou o Colégio de Economia Doméstica Rural Elza Barreto. Com a função de formar professores para o magistério do curso de Extensão em Economia. Os alunos técnicos formados pelo curso eram integrados ao processo de desenvolvimento da região, visando o crescimento socioeconômico da comunidade por meio da introdução de técnicas e conhecimentos na área, bem como conjugar ensino e produção agropecuária. Com o tempo, o educandário ganhou reconhecimento e, em 4 de setembro de 1979, mudou o nome para Escola Agrotécnica Federal de Iguatu.

### Entre Universidade Tecnológica e Instituto Federal
No começo do Governo Lula, houve uma expectativa muito grande na possibilidade de melhoria do ensino profissional, notadamente revelado durante o encontro pedagógico de 2004 do Cefet que fez um extenso debate sobre a transformação para Universidade Tecnológica. No ano seguinte, com a criação da Universidade Tecnológica Federal do Paraná, os planos pareciam que tinham possibilidade de se realizarem e a instituição elaborou um Plano de Desenvolvimento Institucional 2005-2009 voltado para essa meta, mas que foi revisto com o plano do MEC por meio de seu plano de expansão e reestruturação do ensino tecnológico da rede federal com uma marca unificada, estabelecendo uma rede mais sólida e abrangente. Criado oficialmente no dia 29 de dezembro de 2008, pela Lei nº 11.892, sancionada pelo presidente Luiz Inácio Lula da Silva, o Instituto Federal do Ceará realizou a fusão do Centro Federal de Educação Tecnológica do Ceará e das Escolas Agrotécnicas Federais dos municípios de Crato e de Iguatu. Foi assim que o IFCE surgiu de fato em 2009, já contando com nove unidade em funcionamento nas cidades de Fortaleza, Crato, Iguatu, Juazeiro do Norte, Cedro, Maracanaú, Quixadá, Sobral e Limoeiro do Norte e estava preparando para inaugurar em 2010 mais três unidades, agora todas denominadas como campus.

## Vida estudantil

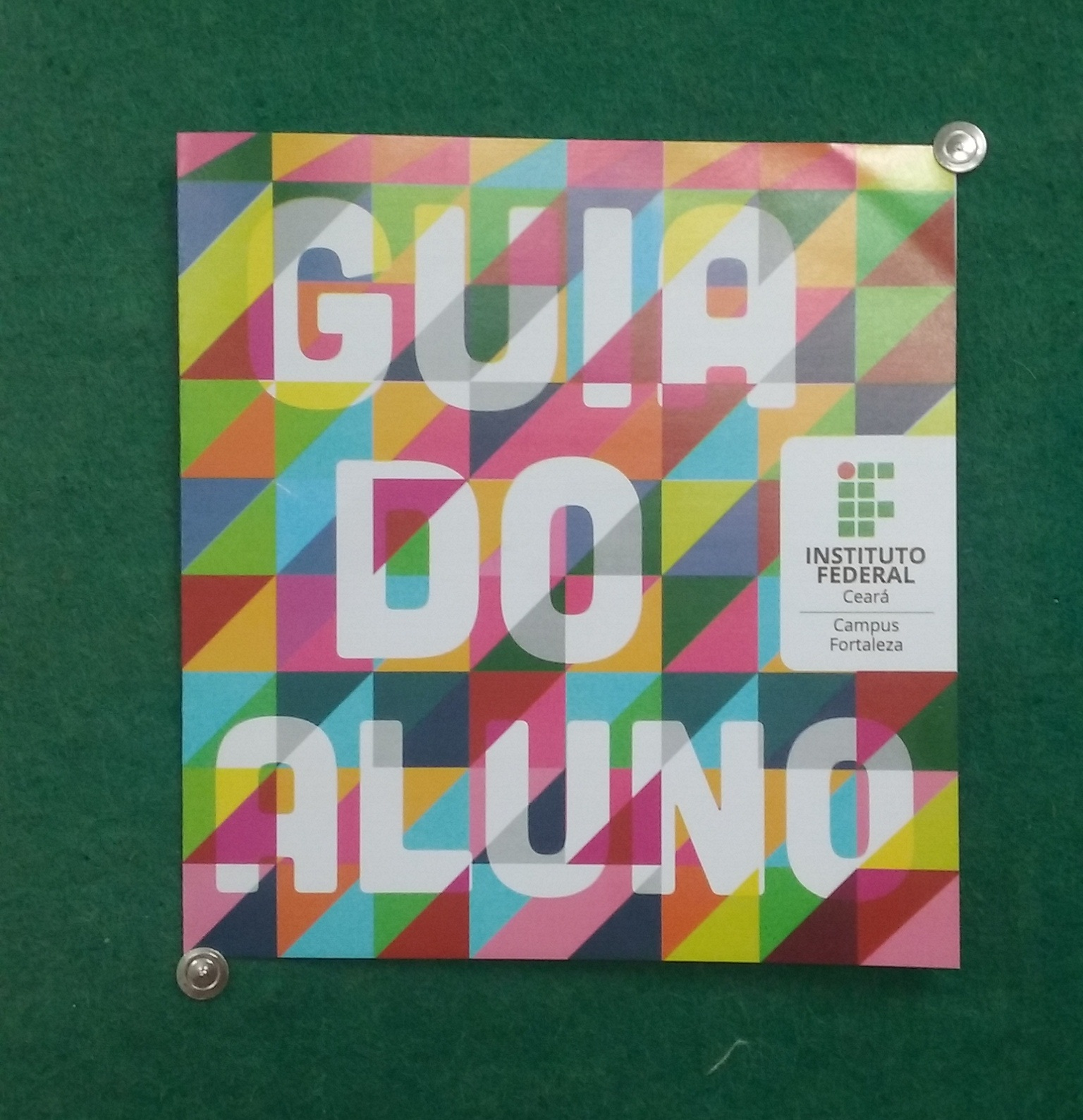
Panfleto do Guia do Aluno para os ingressantes no Campus de Fortaleza

### Ingresso
A nova institucionalidade do IFCE tornou a entrada na instituição numa pluralidade de opções e possibilidades que permitem um amplo acesso aos vários tipos de ensino ofertados. Na graduação o meio mais amplo de acesso é o Sistema de Seleção Unificada - SISU, adotado em 2010. É possível ingressar na graduação, também, por editais de transferidos e graduados. Em cursos novos o Instituto utiliza vestibulares tradicionais para selecionar os ingressantes. Em 2018 a instituição ofertou 2977 vagas, tendo se inscrito 54.407 candidatos. Em 2019 houve um aumento de vagas, para 3052, com nota de corte média de 743,24.
Na oferta de vagas em cursos de Formação Inicial ou Continuada (FIC), ensino médio integrado a cursos técnicos, e cursos técnicos separados concomitantes ou subsequentes ao ensino médio, e cursos superiores, editais específicos estabelecem as formas de seleção, alem de ser aprovado em exame estabelecido por edital específico.

### Assistência ao Educando
Sendo uma instituição de ensino mantida pelo Governo Federal, o IFCE está incluso no Programa Nacional de Assistência Estudantil - PNAES, que tem um objetivo social de melhorar o acesso e a permanência dos alunos, em situação de vulnerabilidade social, na instituição. Em todos os campi existem ações de assistência tais como serviço de merenda, atendimentos odontológico, médico, psicológico, pedagógico e serviço social, nutricionista, com destaque para oferta de auxílios que atendem a milhares de alunos de todos os campi. No início de todo semestre letivo são lançados editais de auxílio estudantil para seleção de alunos nas áreas de acordo com o decreto Decreto Nº 7.234, de 19 de julho de 2010: moradia, alimentação, transporte, óculos, Proeja, visitas e viagens técnicas, acadêmico, didático-pedagógico, discentes mães/pais, apoio ao desporto e à cultura, formação e pré-embarque internacional. Nos campi de Umirim, Iguatu e Crato existem ainda alojamentos para a moradia dos alunos dos cursos agrícolas. Os alunos do IFCE, ao serem matriculados, são incluídos automaticamente no sistema de seguro estudantil. Tal seguro é válido para cursos presenciais e a distância e somente para matrículas ativas. O seguro cobre os seguintes acidentes: morte acidental, invalidez permanente total ou parcial por acidente e despesas médicas hospitalares e odontológicas.

### Bolsas
Vários tipos de bolsa de estudo são ofertadas todos os semestres para os alunos e pesquisadores. Para o desenvolvimento acadêmico do aluno, existem também bolsas de pesquisa regidas pelo Programa Institucional de Bolsas de Iniciação Científica - Pibic, que são regidas por editais específicos, sempre vinculadas às pesquisas desenvolvidas pelos professoras da instituição. São bolsas oriundas de instituições como o CNPq, CAPES e FUNCAP, dentre outras. Para os alunos das licenciaturas, existe também as bolsas do Programa Institucional de Bolsas de Iniciação à Docência - Pibid, para por em práticas em escolas públicas o processo de didática das várias áreas de formação que o IFCE oferta. Em parceria com a Apple, foi criado o Programa Educacional Brasileiro de Desenvolvimento para iOS (BEPiD) no IFCE com o lançamento de 70 bolsas para alunos de graduação.. Atualmente, o projeto se chama IFCE Apple Developer Academy, e oferta formações de curta e longa duração, abrindo oportunidades para todos os interessados, alunos de cursos externos e internos à instituição.

### Estágio
A maioria dos cursos do IFCE tem em seus programas a obrigatoriedade do estágio profissional, que tem o acompanhamento de professor orientador e em cada campus existe um setor que registra a matrícula de estágio e acompanha a documentação e os contratos com as empresas, que fazem parcerias para contratação de alunos, notadamente na captação e divulgação de vagas para a comunidade acadêmica. Convênios entre o IFCE e entidades fazem parte do rol de instituições e empresas que ofertam estágios para os alunos, como o firmado em 2015 com o Sindicato da Indústria da Construção Civil do Ceará - Sinduscom.

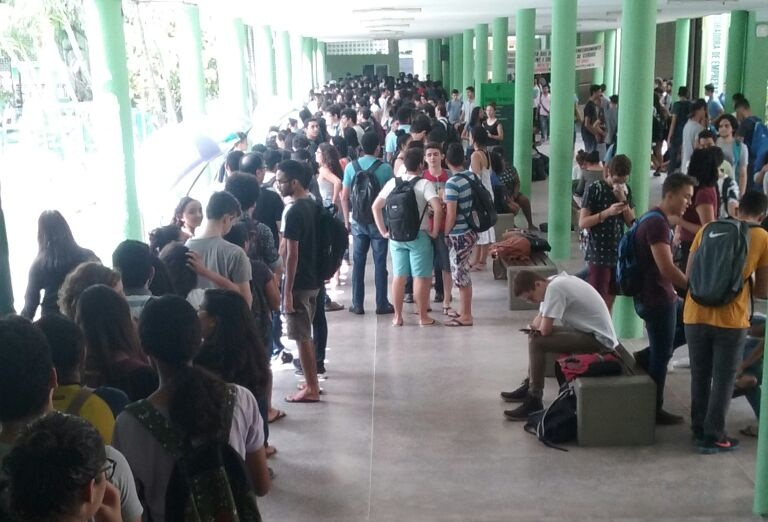
IFCE Campus Fortaleza durante o Intervalo da Manhã com a fila de alunos para pegar a merenda

### Cultura e arte

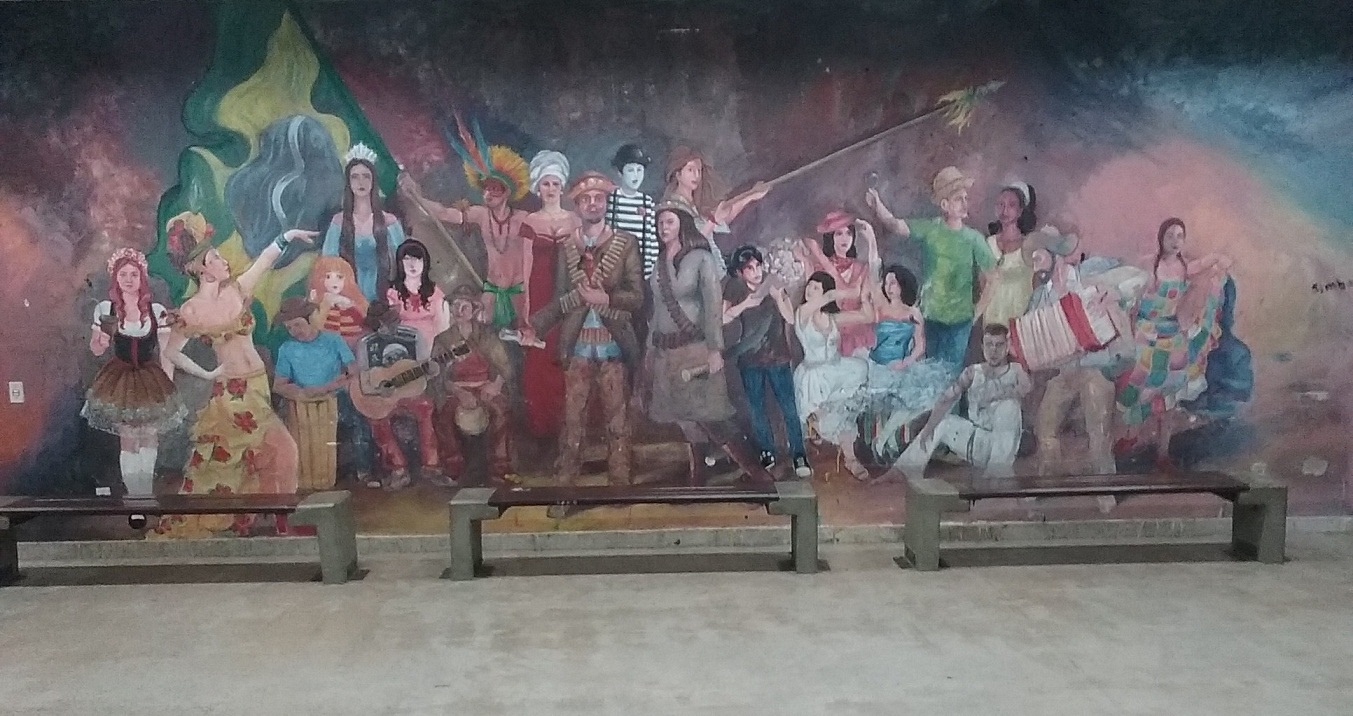
Painel realizado por alunos do curso de Artes Visuais do IFCE Campus Fortaleza retratando figuras folclóricas da cultura popular brasileira no pátio do bloco central do Campus Fortaleza

A arte e a cultura no IFCE tem uma tradição forte em Fortaleza, notadamente o Coral, em atividades desde 1956, tendo relevado o talento do cantor lírico Paulo Abel, e também em função de ter tido os primeiros cursos de nível superior do estado voltados para formação de atores e artistas plásticos. Os cursos de artes de Fortaleza agitam ativamente a vida cultural da capital e do interior participando de festivais, eventos artísticos e salões tais como: Festival de Teatro de Fortaleza, Festival Nordestino de Teatro, dentre outros. Nas artes visuais alunos egressos são destaques em salões nacionais e internacionais com apoio e organização de eventos no campus Fortaleza. Pelo interior, vários campi desenvolvem atividades culturais nas áreas de teatro, dança, música e folclore, organizando grupos culturais diversos formados por alunos e também membros da comunidade em projetos de extensão.

### Esportes

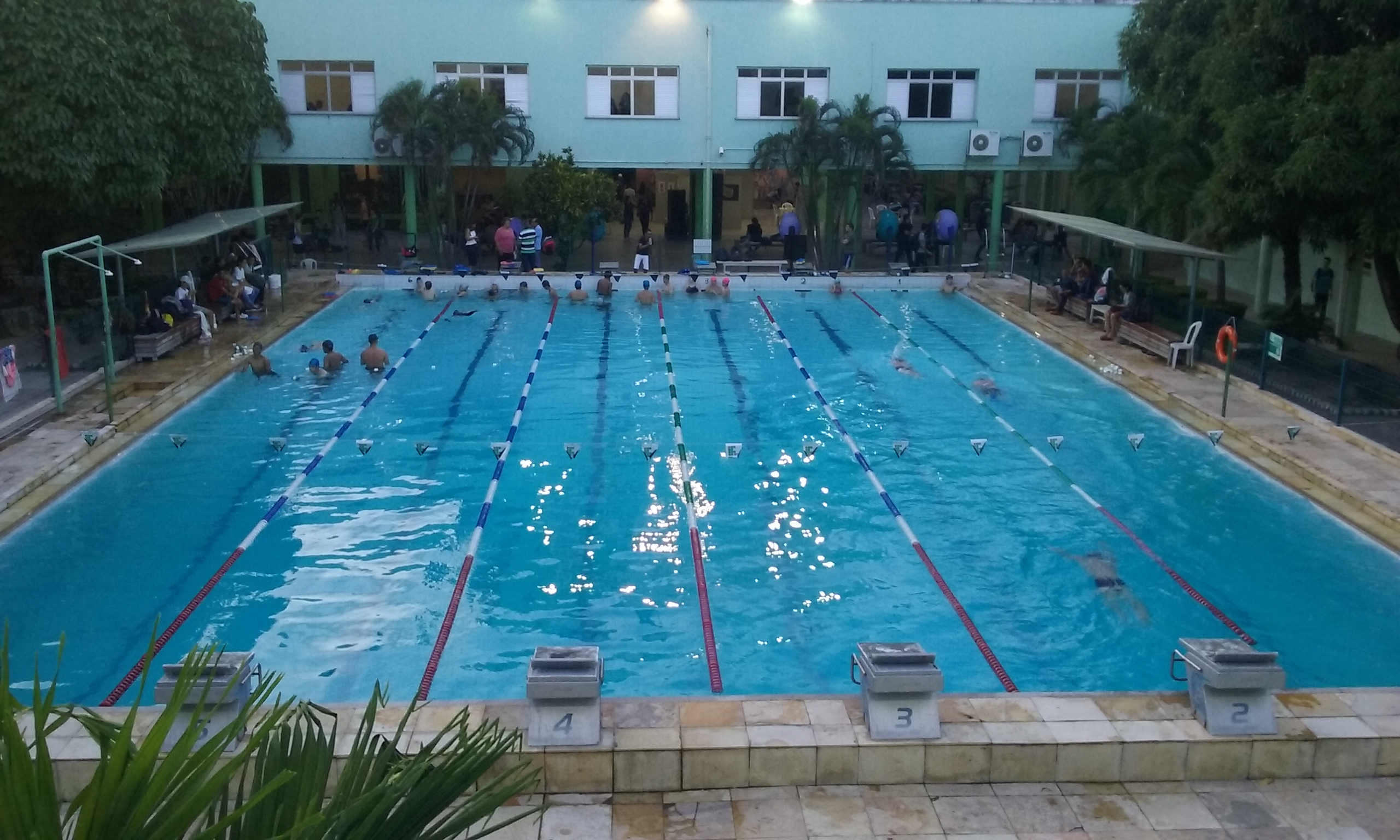
Piscina do Campus de Fortaleza

O IFCE tem uma vasta estrutura esportiva espalhada por 21 dos 32 campi. São 19 ginásios, 9 piscinas, 7 campos de futebol, 7 salas de musculação e 3 pistas de atletismo. O campus Fortaleza teve até 2010 uma estrutura vasta para os esportes, mas parte do seu parque esportivo foi desfeito para abrigar a nova estrutura de salas e laboratórios. No lugar da pista de atletismo foi construído um novo espaço de práticas esportivas com um ginásio com medidas esportivas para práticas oficiais e mais salas de aula e salas de ginásticas e uma piscina para hidroginástica.
A Escola Técnica iniciou em 1975 os JETECs que foram organizados até o ano de 2008. Com a mudança para IFCE em 2009 passou a ser organizado os Jogos do Instituto Federal - JIF. Em 2018 o IFCE organizou os Jogos dos Institutos Federais nacional, no Centro de Formação Olímpica do Nordeste, em Fortaleza. Em 2017 os esportes no IFCE tiveram um avanço na estrutura administrativa e na participação com resultados em todos os níveis em que participou, notadamente os ouros da aluna Rayane Magalhães, do curso superior de Gestão Desportiva e de Lazer do campus Fortaleza onde participou dos Jogos Universitários Paralímpicos, organizados pela Confederação Brasileira do Desporto Universitário com três medalhas de ouro nas provas 50 e 100 metros nado livre e 100 metros de costas, e ainda quatro ouros na competição Panamericana. da Federação Internacional do Esporte Universitário. A natação do IFCE tem se destacado nos JIFs tendo feito, em 2017, 18 medalhas: 4 de ouro, 7 de prata e 7 de bronze. Na natação escolar é bem forte e já gerou atletas de destaque como a estudante Mirna Lorena Araújo de Fortaleza, que recebeu bolsa de alto rendimento esportivo do Governo do Ceará.

### Ações afirmativas
Para promover políticas de ações afirmativas o IFCE tem organizado vários setores em vários grupos, como os Núcleos de Estudos Afro-brasileiros e Indígenas (NEABIs), presentes em 14 campi, e os Núcleos de Acessibilidade às Pessoas com Necessidades Educacionais Específicas (NAPNEs), presentes em 21 campi. Esses núcleos congregam servidores e alunos para promover pesquisas e ações institucionais de reparação e adequação da estrutura para promover um ambiente de equidade para todos os que fazer a comunidade "ifceana", tais como ações do  programa de estudos sobre Danças Africanas Ancestrais do Campus Fortaleza. Uma das políticas mais extensivas é a oferta, no SISU, de 50% das vagas para estudantes oriundos de escolas públicas. O publico LGBT tem apoio institucional, mais recentemente por meio do Guia de Diversidade Sexual. Também existem políticas e ações para diminuir as desigualdades de gênero bem como o combate a violência contra a mulher. As mulheres estão presentes nas ações afirmativas como por exemplo no edital “Mulheres na Ciência” que incentiva a participação em pesquisas.

### Participação na gestão
Pela Lei de Diretrizes e Bases da Educação Nacional - LDB a gestão democrática é princípio que no IFCE esta determinando em sua missão, visão e valores institucional, alem do estatuto, regimento e outros documentos como o plano político-pedagógico institucional. Os alunos participam da gestão, sendo eleitos em processos consultivos na comunidade discente, exercitando essa participação democrática em várias instâncias, como o Conselho Superior, Conselho Acadêmico, Conselho de Classe, Comissão Própria de Avaliação, dentre outros colegiados, que deliberam, auxiliam e acompanham a gestão institucional.

### Entidades estudantis
Os alunos do IFCE tem como entidade representativa principal o Diretório Central dos Estudantes José Montenegro de Lima. Em cada campus com ensino técnico integrado se organiza um grêmio estudantil e em cada curso superior existe um centro acadêmico. O DCE do Instituto é filiado à União Nacional dos Estudantes - UNE. Os grêmios do IF são filiados à União Brasileira dos Estudantes Secundaristas - UBES. Para formação de novas entidades o Diretoria de Assuntos Estudantis - DAE da Reitoria publicou em 2016 um guia de formação de Entidades Estudantis, que orienta e auxilia os alunos nessa empreitada. A DAE tem apoiado as entidades com o patrocínio de viagens para membros, em participação de eventos regionais e nacionais, bem como o apoio em eventos internos e na mediação entre as entidades e a gestão do IFCE. É por meio do DCE que os alunos de Fortaleza tem acesso à carteira de estudante, que habilita a meia-entrada nos transporte públicos e em eventos.

### Egressos
Para se tornar um egresso, o aluno deve ter concluído algum curso do IFCE e ter participado da solenidade de formatura para poder obter o certificado ou diploma, que precisa vir junto com a Colação de grau, para alunos de graduação. No IF existe um manual de cerimonia de conclusão de curso onde as turmas participam do planejamento do evento. O Programa de Acompanhamento ao Egresso dos Cursos Regulares da Instituição foi instituído em 2018 para promover o acompanhamento dos egressos e promover uma melhor inserção no mercado de trabalho e formação continuada, alem de procurar fortalecer a relação dos ex-alunos de maneira continuada com a instituição e procurar entender melhor o perfil de formação de nossa comunidade acadêmica. Em 1985 a Escola Técnica começou a organizar um encontro de ex alunos, os egressos, para confraternizar e relembrar os momentos vividos por eles durante os estudos na instituição com o dia do ex aluno e 9 de dezembro. Em 2017 aconteceu o 33º encontro de ex alunos. O encontro tem sido palco também de homenagens de ex alunos que fizeram serviços relevantes para a sociedade de Fortaleza. A data comemorativa foi consolidada no calendário da instituição pela portaria nº 161, de 9 de dezembro de 1983. Mas outros campi realizam encontros de ex alunos em outras datas como em Crato e Juazeiro do Norte em julho e setembro. Abaixo segue lista de alguns egressos ilustres:
- Cláudio Lenz Cesar (Técnico em eletrotécnica) Físico do Organização Europeia para a Pesquisa Nuclear
- Eugênio Rabelo (Técnico em edificações) Político e empresário dono das lojas Rabelo
- Falcão (Técnico em edificações) Cantor e humorista
- Flávio Paiva (Técnico em turismo) Jornalista e escritor
- Inácio Arruda (Técnico em eletrotécnica) Político
- Jesuíta Barbosa (Teatro) Ator da Globo
- Kátia Arruda Ministra do Tribunal Superior do Trabalho
- Lira Neto (Técnico em Estradas) Escritor e ganhador do Prêmio Jabuti
- Luiz Hermano (Técnico em edificações) Artista plástico
- Silvero Pereira (Teatro) Ator da Globo

## Ensino - Pesquisa - Extensão

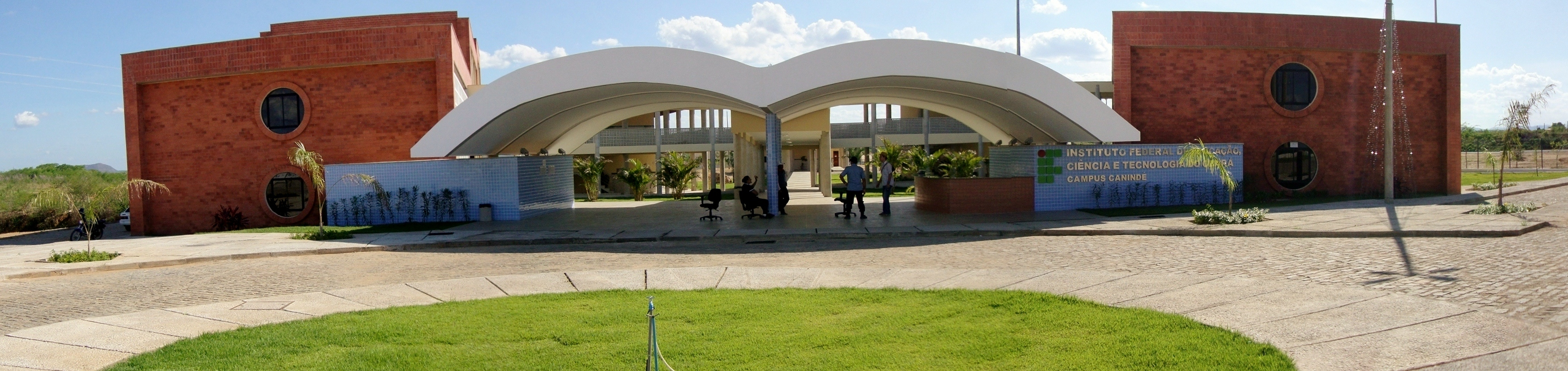
Portão IFCE Canindé

Na mudança para a nova institucionalidade, o IFCE se aprofundou no sistema de organização de ensino que é submetida as universidades do Brasil com o planejamento realizando as ações distribuídas entre ensino, pesquisa e extensão. Nesse sentido várias políticas de ensino do governo federal abarcam todos os alunos atendidos pela Instituição. A estrutura de salas de aulas é composta por 663 salas.

### Ensino
O IFCE ofertou no ano de 2017, 247 cursos em vários níveis e em todas as áreas sendo 133 cursos técnicos (62 subsequentes, 40 concomitantes, 31 integrados), 101 de nível superior (25 bacharelados, 41 licenciaturas e 35 tecnológicos) e 22 de pós-graduação (12 especializações e 10 mestrados). O quadro de professores em 2017 era de 1417 professores, dos quais 394 (27,8%) eram doutores, 758 (53%) mestres e 210 (14,8%) especialistas. As licenciaturas tem um destaque na instituição, sendo ofertadas em todas as regiões do estado sendo 41 cursos nas seguintes áreas: artes visuais, ciências biológicas, educação física, educação profissional científica e tecnológica, física, geografia, letras, letras português-Inglês, matemática, música, pedagogia, química e teatro. As engenharias ganham destaque entre os bacharelados com 14 cursos ofertados nas seguintes áreas: ambiental, sanitária, civil, aquicultura, computação, controle e automação, mecatrônica, produção civil, telecomunicações e mecânica.
Na Educação a distância - EaD o Instituto oferta 13 cursos técnicos, duas licenciaturas em matemática e Educação Profissional científica e tecnológica (EPCT), um tecnólogo em hotelaria e uma especialização em Orientação e Mobilidade. Estes cursos são habilitados pela rede Universidade Aberta do Brasil - UAB e pela Rede E-Tec. Na avaliação mais recente do MEC a EaD do IFCE ficou com nota 4. O E-Tec Idiomas sem Fronteiras é uma parceria do IFCE com outros institutos federais que foi lançado em 2014 e atua em todo o país ofertando inglês e espanhol.

### Pesquisa e Inovação
Em 2019 o Instituto Federal do Ceará começou a implementar sua Política de Inovação, regulamentando institucionalmente as atualizações da Lei de Inovação Tecnológica onde uma série de medidas pretendem dinamizar as ações de pesquisa e inovação. Toda a rede atual que se enquadra nas ações que essa Política vai contemplar passarão a ser disponibilizadas para iniciativas de pesquisa de seus docentes, discentes e instituições e empresas que queiram fazer parcerias para desenvolvimento e inovação nos laboratórios do IFCE. Em 2018 foram contabilizados 559 laboratórios nas unidades do IF, com ênfase nas áreas de 'Controle e Processos Industriais', 'Informação e Comunicação' e 'Recursos Naturais'.
A pesquisa no IFCE tem se consolidado em áreas de destaque como as ofertantes nos seguintes cursos de mestrado: Tecnologia em Alimentos (campus de Limoeiro do Norte), Ensino de Ciências e Matemática, Tecnologia e Gestão Ambiental, Engenharia de Telecomunicações e Profissional em Artes (campus de Fortaleza), Energias Renováveis e Ciência da Computação (campi de Fortaleza e Maracanaú), Propriedade Intelectual e Transferência de Tecnologia para Inovação, Educação Profissional e Tecnológica e Ensino de Física (em rede). Assim como, as pesquisas científicas têm se fortalecido com a criação do curso de Doutorado em Ensino, na modalidade acadêmica, mediante a Rede Nordeste de Ensino (RENOEN). São 99 grupos de pesquisas em várias áreas do conhecimento em todos os campi do estado. Sendo membro da Rede Nacional de Ensino e Pesquisa - RNP todos os campi do IFCE estão interligados por fibra óptica com alta velocidade de acesso a internet.
Alguns resultados de pesquisas que ganharam destaque pela inovação: ferramenta de autodescrição para deficientes visuais desenvolvida no Núcleo de Tecnologias Assistivas, mochila que gera energia com movimento do corpo, remédio contra gripe à base de acerola e caju, premiado nos Estados Unidos, desenvolvido pelo aluno Helyson, do curso técnico em meio ambiente, em Limoeiro do Norte, a adsorção de fármacos desenvolvida pelo Grupo de Analítica de Materiais (Gama) de Quixadá, a Internet of Save Energy (IoSE) é uma solução de hardware e software que mede e controla os circuitos elétricos de uma unidade consumidora, desenvolvida no Laboratório de Inovação Tecnológica do campus Fortaleza, dentre outras.
O Instituto Federal tem desenvolvido sua presença no Ceará e o resultado da sua atuação na área de inovação fica patente com a participação em projetos como o Parque Tecnológico do Ceará, em desenvolvimento pelo Governo do Estado, que terá presença em vários polos. Em parceria com o governo de Portugal o IF será um dos polos no Brasil do Atlantic International Research Centre. Outro destaque nas pesquisas é a parceria com a Universidade Ben-Gurion do Neguev e o governo de Israel para pesquisas em diversas áreas, do meio ambiente e sistemas tecnológicos e uma acordo de cooperação de 3 milhões de dólares para investimentos em pesquisa no Brasil. Em âmbito nacional, o IFCE é signatário da Embrapii, criando em Fortaleza um Polo de Inovação com foco em sistemas embarcados, tendo parceria com 10 empresas. Assessorando toda essa estrutura inovativa do IFCE, existe o Núcleo de Inovação Tecnológica que gerencia a geração de patentes.

### Extensão
A extensão do IFCE tem realizado muitas atividades sociais, notadamente organização de cursos rápidos para o público em geral, nas áreas de atuação do ensino regular da instituição, bem como ações de cunho esportivo, cultural e artístico, por meio dos grupos e clubes de alunos e servidores. Para fomentar o empreendedorismo social, em vários campi existem Times Enactus, grupos de alunos que planejam uma atividade social de cunho filantrópico que planeja inovações em comunidades carentes. O time Enactus de Maracanaú é um caso de sucesso, tendo já conquistados vários prêmios locais e alcançando o segundo lugar nacional em 2014. O Time Enactus de Iguatu e o caso de sucesso mais recente tendo sido o campeão nacional de 2017 e 2018, tendo ido representar o Brasil no mundial em Londres (2017) e San José (Califórnia) (2018). Em Iguatu e Crato existem ainda cooperativas-escola ligadas à produção agrícola desses campi. Também é incentivado a participação dos alunos no Parlamento Jovem Brasileiro, tendo conseguido boa colocação com o aluno Francisco Cavalcante de Sousa, do campus Jaguaribe, no ano de 2017.
Algumas ações de extensão do IFCE merecem destaque, como o Centro de Treinamento de treinadores e instrutores de cães-guia, para pessoas com deficiência visual, no Campus de Limoeiro do Norte, pioneiro no Nordeste; ou o cadastro gratuito Cadastro Ambiental Rural, feito por alunos do Crato para pequenos proprietários rurais;

### Empreendedorismo

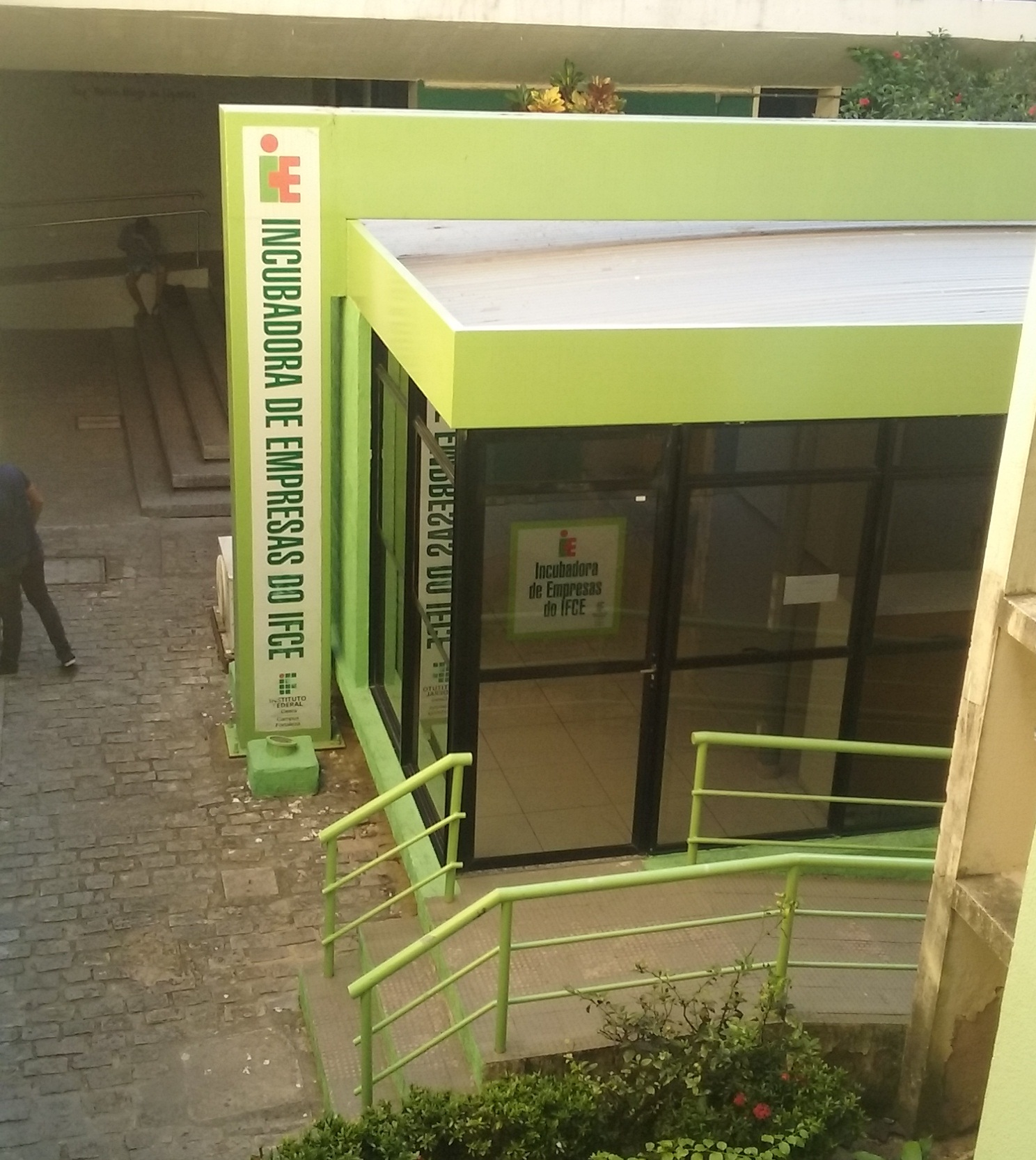
Prédio da Incubadora de Empresas do Campus de Fortaleza

O sistema de Incubadoras de empresas do IFCE iniciou suas atividades com a primeira unidade em Fortaleza no ano de 2005. Casos de sucesso dessa incubadora são as empresas "AED Tecnologia", criadora do "mototaxímetro" e do mouse para cegos, e a empresa "3V3 Tecnologia", que produz equipamentos de automação agrícola para a empresa "Cemag".  Atualmente vários campi estão estruturando espaços para incubação de iniciativas empreendedoras para alunos e ex alunos. O acesso ao espaço que proporciona infraestrutura para o desenvolvimento das empresas é feito por meio de edital específico, em cada campus ofertante. Em 2016 as incubadoras do IFCE passaram a ser uma política institucional com a aprovação de um regimento unificado para todos os campi. Em 2017 o IFCE estabeleceu uma parceria com a Federação das Indústrias do Estado do Ceará para incubar ideias de negócios inovadores de alunos da instituição.
As empresas juniores passaram a ser uma política institucional com a entrada em virgo da nova Lei nº 13.267 de 6 de abril de 2016, que disciplina o estabelecimento das empresas em instituições de ensino, com a parceria da Brasil Júnior, entidade maior que congrega as empresas juniores no país. Em 2016 ainda o regulamento do Programa institucional de Empresas Juniores foi aprovado. Atualmente vários campi do Instituto vem implantando e melhorando as ações da Empresas Juniores: Tauá, Maracanaú, Crateús, Iguatu, Juazeiro do Norte, dentre outras iniciativas ainda em andamento.

### Divulgação Científica
O IFCE realiza vários eventos de divulgação científica, como mostras de trabalhos e encontros de estudantes, notadamente o  Congresso Norte e Nordeste de Pesquisa e Inovação - CONNEPI e o Universo IFCE, dentro da Semana Nacional de Ciência e Tecnologia. Outros acontecimentos como observações astronômicas são realizados periodicamente, bem como palestras com cientistas de várias áreas, abertas ao público em geral. Também participa de eventos internacionais como a Genius Olympiad, I-SWEEEP, feira de sustentabilidade ambiental, Feira Internacional Mostratec dentre outras. Os 60 Centros de Inclusão Digital do IFCE funcionam como uma importante iniciativa de divulgação científica e formação básica em comunidades carentes de 22 municípios do estado. Também foi destaque do IFCE a participação na Feira Brasileira de Ciências e Engenharia - FEBRACE, em 2017 com os alunos do Campus de Juazeiro do Norte e em 2018 a aluna Myllena Cristyna ganhou premiações nacionais e representou o Brasil e feira mundial. Ainda em 2018 o Campus Fortaleza sediou o Space Apps, evento internacional de hackathon da NASA para desenvolvimento de Aplicativo móvel para divulgação científica e o aluno Leonardo Silva de Oliveira do Campus Cedro ficou em 3º lugar no Prêmio Jovem Cientista para o ensino médio.

### Olimpíadas de Conhecimento
Os alunos do ensino médio são incentivados a participar de várias olimpíadas de conhecimento, como Olimpíada Brasileira de Matemática das Escolas Públicas - OBMEP, Olimpíada Brasileira de Astronomia - OBA, Olimpíada Brasileira de Biologia - OBB, Olimpíada Brasileira de Física na Escola Pública - OBFEP, Olimpíada Brasileira de Informática - OBI, Olimpíada Brasileira de Geografia, Olimpíada Brasileira de Química - OBQ, Olimpíada Nacional em História do Brasil - ONHB, Olimpíada Brasileira de Agropecuária - OBAP e Olimpíada Brasileira de Robótica - OBR. Em 2017 o IFCE de Caucaia foi a melhor escola pública na OBR. No nível superior os alunos também participam de olimpíadas e campeonatos de divulgação científica colocando o IFCE em destaque também nessa área, como o torneio de Pontes de Macarrão da Universidade Federal do Ceará. Desde 2018 o Campus de Juazeiro do Norte organizada seus estudantes na participação de eventos científicos por meio do Comitê Olímpico Institucional - COI, que passou a ser um modelo para todo IFCE.

### Internacional
A Reitoria do Instituto Federal valoriza a política de internacionalização tendo criado uma Diretoria em sua estrutura e organizando de maneira estruturada ações para a efetivação da internacionalização de suas ações, tando levando alunos para cursar parte dos cursos por Intercâmbio educacional, como o Ciência sem Fronteiras, que possibilitou a dezenas de alunos do IFCE passar parte de suas graduações em instituições estrangeira, quanto trazendo alunos estrangeiros intercambistas para cursar parte de seus estudos no Brasil, tendo recebido estudantes do Canadá, Alemanha, Guiana Francesa, Japão, Tailândia, Colômbia, Bélgica, Cabo Verde, Guiné-Bissau e Congo, dentre outros. O IFCE também tem várias parcerias com várias instituições e universidades de vários países para a oferta de bolsas e qualificação de docentes e técnicos. Ao todo, desde 2009 já foram enviados ao exterior 96 professores, 17 técnicos administrativos e 275 alunos. O Parlamento Juvenil MERCOSUL é um projeto educacional do bloco que tem representantes do IFCE concorrendo e tendo eleito o aluno Francisco Hermeson para o biênio 2018-2020. A instituição também incentiva participação no Programa Jovens Embaixadores da Embaixada dos Estados Unidos e que ex-aluno do Instituto Federal já consegui boa colocação nele.

### Bibliotecas
O IFCE tem uma sistema de bibliotecas dirigido pelo Departamento de Bibliotecas da Pró-Reitoria de Ensino. São 32 bibliotecas, sendo a maior delas a Biblioteca Waldyr Diogo de Siqueira, do campus Fortaleza, com mais de 50 mil volumes em seu acervo. O IFCE vem estruturando as bibliotecas em cada campus, para melhorar a estrutura de apoio ao sistema de ensino-pesquisa-extensão, com o plano de construção de 10 novos prédios de bibliotecas nos campi Caucaia, Ubajara, Jaguaribe, Morada Nova, Tabuleiro do Norte, Umirim, Tauá, Tianguá, Baturité e Camocim. O Acervo, em 2018, de todas as bibliotecas do Instituto contabilizou mais de 221 mil volumes.

### Publicações
Com uma estrutura nova voltada para a gestão das publicações científicas, o IFCE está organizando uma editora, EDIFCE, que pretende sistematizar a política editorial da instituição dando mais destaque e autonomia para a publicação de livros. Durante a implantação da editora o instituto tem feito chamadas para publicação de livros dos professores e técnicos. A revista científica Conexões é a principal revista do IFCE com mais de 10 anos de atuação e mais de 100 artigos científicos divulgados. A Coordenadoria de Publicações Científicas tem trabalhado para ampliação de espaços de publicação do IFCE resultado no surgimento de novas publicações digitais tais como: Mopuã, das áreas de artes visuais, dança, teatro e música; a Journal of Mechatronics Engineering, que envolve diversas engenharias; e a Revista de Educação Física, Saúde e Esporte, relacionada à saúde e à educação física, Acta Kariri, do campus de Crato, voltada para as áreas de agricultura, zootecnia e sistemas de Informação.

## Organização
A Gestão Superior do Instituto Federal do Ceará, de acordo com seu Estatuto, é exercida inicialmente pelo Conselho Superior, presidido pelo Reitor e composto por membros da comunidade escolhidos por eleição própria e também pelo Colégio de Dirigentes, também presidido pelo Reitor e composto de todos os Diretores de Campi e todos os Pró-Reitores.
O Instituto Federal do Ceará precisou passar por uma reorganização administrativa quando fundiu e sobrepôs estruturas administrativas semelhantes das autarquias que lhe deram corpo: CEFET/Ce e as Agrotécnicas do Crato e Iguatu. Nesse sentido o IFCE surgiu com uma Reitoria em Fortaleza e cinco Pró-Reitorias nas áreas de Administração, Educação, Pesquisa e Inovação, Extensão e Desenvolvimento Institucional. Essa composição de temas para uma gestão superior foi deliberada pela última equipe de gestão das instituições formadoras. Com a escolha de um novo reitor em 2012, foram debatidos toda a estrutura e o planejamento da Instituição e com a posse do novo Reitor em 2013, houve mudanças na estrutura da gestão. A Pró-Reitoria de Desenvolvimento Institucional virou uma Diretoria dentro da Pró-Reitoria de Administração e surgiu uma nova Pró-Reitoria de Gestão de Pessoas.

### Campi
Os atuais 33 campi do IFCE estão espalhados por todo o estado, presentes em todas as mesorregiões do Ceará.

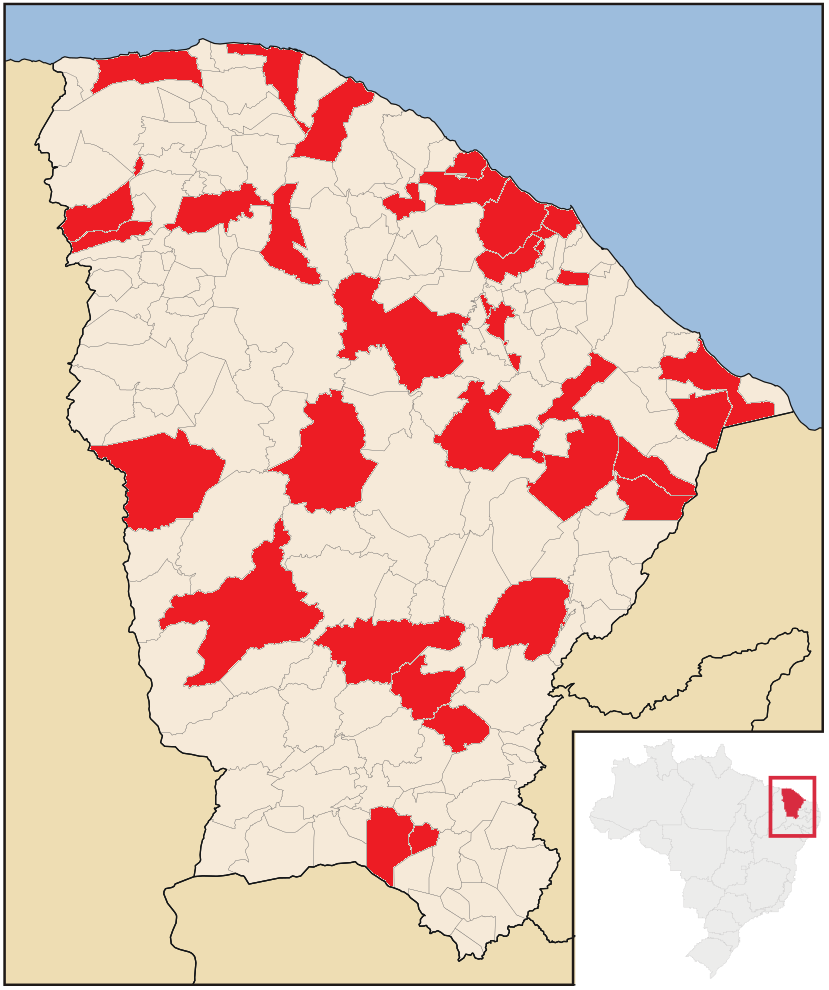
Mapa do Ceará com a marcação dos municípios que tem campus do IFCE

| - Centro-Sul Cearense - Acopiara - Cedro - Iguatu - Jaguaribe - Aracati - Jaguaribe - Jaguaruana - Limoeiro do Norte - Morada Nova - Tabuleiro do Norte - Sul Cearense - Crato - Juazeiro do Norte | - Metropolitana de Fortaleza - Caucaia - Fortaleza - Horizonte - Maracanaú - Maranguape - Pecém - Noroeste Cearense - Acaraú - Camocim - Sobral - Tianguá - Ubajara | - Norte Cearense - Baturité - Canindé - Guaramiranga - Itapipoca - Paracuru - Umirim - Sertões Cearenses - Boa Viagem - Crateús - Mombaça - Quixadá - Tauá |

### Pessoal
O quadro de pessoal do IFCE é composto de servidores públicos de carreira própria, como os docentes de Educação Básica Técnica e Tecnológica, EBTT e os Técnicos Administrativos em Educação, TAE. Alem dos servidores de carreira, também existem os servidores temporários e também tem os terceirizados, que fazem os serviços complementares ao da missão institucional. Em 2008, ultimo ano antes da mudança para IFCE, o quadro de servidores era composto de um total de 642 e de temporários era 102, sendo que 397 eram docentes. Em 2017 o IFCE tinha 3367 servidores sendo 1809 docentes e 1556 técnicos. Os servidores do IFCE se congregam na Associação dos Servidores da Escola Técnica Federal do Ceará - ASSETECE desde 1981. Na defesa dos interesses dos servidores dos Institutos Federais existe um sindicato nacional, Sindicato Nacional dos Servidores Federais da Educação Básica, Profissional e Tecnológica - SINASEFE, que no Ceará tem várias seções sindicais.

### Planejamento e avaliação
No âmbito da administração, atividade meio da instituição, é possível exercitar a tríade ensino-pesquisa-extensão por meio dos instrumentos de planejamento e avaliação institucional como o Plano de Desenvolvimento Institucional - PDI e a Comissão Própria de Avaliação - CPA. O Sistema Nacional de Avaliação da Educação Superior – SINAES cria vários instrumentos que integram e melhoram a atuação das instituições, especialmente na possibilidade de atuação de todos que fazem o IFCE acontecer, por meio de consultas e questionários e reuniões. O IFCE já realizou dois períodos de planejamento, 2009-2013 e 2014-2018. O planejamento para o próximo período, 2019-2023 foi publicado recentemente dando uma visão ampliada sobre a estrutura atual e o planejamento para a implementação do plano para o período até 2023.
Formatados pelo grupo gestor, com participação da comunidade acadêmica, seus princípios (missão, visão e valores) foram revisados no ano de 2010, dada a nova institucionalidade do IFCE, a fim de se adequarem às recentes características. Após revisão feita pelo grupo gestor, os textos foram disponibilizados para a comunidade acadêmica, a fim de levantar suas contribuições. O acompanhamento desse processo ficou a cargo da pró-reitoria de Desenvolvimento Institucional. Uma vez compilados, os textos da missão, da visão e dos valores foram submetidos ao Conselho Superior do IFCE, sendo ratificado em 2011, em resolução aprovando as seguintes redações dos princípios:
- Missão

Produzir, disseminar e aplicar os conhecimentos científicos e tecnológicos na busca de participar integralmente da formação do cidadão, tornando-a mais completa, visando sua total inserção social, política, cultural e ética.
- Visão

Tornar-se padrão de excelência no ensino, pesquisa e extensão na área de Ciência e Tecnologia.
- Valores

Nas suas atividades, o IFCE valorizará o compromisso ético com responsabilidade social, o respeito, a transparência, a excelência e a determinação em suas ações, em consonância com os preceitos básicos de cidadania e humanismo, com liberdade de expressão, com os sentimentos de solidariedade, com a cultura da inovação, com ideias fixas na sustentabilidade ambiental.

### Financiamento
Sendo uma autarquia do Governo Federal, sua gestão financeira é regida pela Lei orçamentária anual - LOA e gerida com autonomia institucional pela Pró-Reitoria de Administração e Planejamento. A principal base de cálculo para o valor de repasse do governo para a gestão do IFCE é o número de alunos atendidos, mas o orçamento não se restringe aos valores atribuídos pela LOA. Instituições de financiamento e fomento científico também influenciam no sistema orçamentário, notadamente na oferta de bolsas e na expansão da estrutura de laboratórios e bibliotecas. Entre 2014 e 2018 o orçamento do Instituto Federal do Ceará teve um aumento na despesa de pessoal de quase 80% devido ao aumento no quadro de servidores. no mesmo período as matrículas aumentaram 300% enquanto o custeio aumentou apenas 26%.
| Grupo de despesas | 2014        | 2015        | 2016        | 2017        | 2018        | 2014-2018     |
| ----------------- | ----------- | ----------- | ----------- | ----------- | ----------- | ------------- |
| Pessoal           | 266.410.128 | 352.419.780 | 325.043.911 | 419.576.405 | 456.563.101 | 1.820.013.325 |
| Custeio           | 102.519.516 | 108.022.701 | 118.764.304 | 121.061.781 | 129.840.732 | 580.209.034   |
| Investimento      | 83.500.351  | 63.535.927  | 45.358.522  | 9.839.883   | 11.971.735  | 214.206.418   |
| Total             | 452.429.995 | 523.978.408 | 489.166.737 | 550.478.069 | 598.375.568 | 2.614.428.777 |

### Fundação de Apoio
A Fundação de Apoio ao Ensino, a Pesquisa e a Extensão do IFCE – FAIFCE em 2020 iniciou suas atividades efetivamente. Seu papel principal é ser gestora de recursos oriundos de outras fontes não governamentais para o fomento do ensino, pesquisa, extensão da instituição. Realizando a implementação e gestão de convênios e contratos que formalizam projetos firmados entre o IFCE e parceiros fomentadores de recursos. Em 2020 três projetos já começaram a ser geridos pela FAIFCE: dois projetos com a empresa de telecomunicações chinesa Huawei e outro com o Departamento Nacional de Obras Contra as Secas (DNOCS).

### Governo aberto
Levando adiante, no âmbito do IFCE, a politica de Governo aberto, foi implementado sistemas de prestação de contas, como o "IFCE em Números", iniciativa premiada pelo governo, que possibilita tanto informações para planejamento, como prestação de conta com informações acadêmicas da instituição. A sistemática de transparência de gestão é realizada pela prestação de contras no "Portal da Transparência" do Governo Federal, bem como pela publicação de todos os atos institucionais em Boletim de Serviço de cada unidade e também em relatórios de cada setor pelas pró-reitorias a cada ano ou ciclo de planejamento. O IFCE conta ainda com uma Ouvidoria, que opera a partir da Reitoria, para realizar especificamente o atendimento individual de cada demanda específica por acesso a informação, direcionando aos setores e prestando contas à Ouvidoria-Geral da União. O IFCE integra a "Plataforma Nilo Peçanha" que divulga dados de todas as instituições da Rede Federal de Ensino Tecnológico com dados acadêmicos e orçamentários dando um panorama bem completo sobre o ensino, a gestão orçamentários e gestão de pessoas.

### Sustentabilidade ambiental
A gestão ambiental do IFCE está nominalmente presente em seus valores, como uma ideia presente em suas atividades. Nesse sentido a responsabilidade socioambiental se converte em ações como a Coleta Seletiva Solidária, estabelecida em vários campi, que visa destinar a geração de resíduos para grupos de catadores, de maneira a melhorar os processos de seleção e destinação da reciclagem. Por meio da Agenda Ambiental da Administração Pública Federal (A3P) o Instituto implementa ações como: "IFCE de Responsabilidade Socioambiental" e "Limpo e Verde". Existem ações para a implementação de geração de energia limpa, como a instalação de energia solar fotovoltaica em campis como Maracanaú, Juazeiro do Norte e planejamento em Fortaleza.

## Controvérsias

### Greves e manifestações
Depois de entrar em vigor a nova Constituição brasileira de 1988, os servidores da Escola Técnica Federal do Ceará puderam e organizaram um sindicato e tiveram o direito à greve. Desde a criação do IFCE, já foram realizados greves em 2011, 2012 e 2015. Tendo participado da Greve no ensino público federal do Brasil em 2012 e da Greve no ensino público federal do Brasil em 2015, as maiores já registradas, mesmo que tais paralisações sejam motivadas por pautas de melhorias na educação do sistema federal, e de melhores condições de salários dos servidores da educação, atrasos no calendário acadêmico afetaram a oferta de novas vagas e a formatura dos alunos. Em 2014 estudantes do campus Fortaleza fizeram uma intensa mobilização pelo Passe livre e meio-passe que resultou em confronto com forças policiais e ocupação de vias públicas e do prédio do IFCE. A situação gerou o cancelamento das aulas daquele dia de manifestação. Neste mesmo ano os servidores também fizeram manifestação pela jornada de trabalho de 30 horas semanais pedindo que a Reitoria da instituição implementasse normativo que regulamenta essa possibilidade de trabalho, tendo havido paralisação de atividades em diversos campi.

### Assédio moral
Dentro das pautas das greves, fora a luta por melhores condições estruturais, a luta contra o assédio moral é uma pauta sempre constante dos servidores. Em 2011 uma servidora do campus de Quixadá denunciou seus chefes, notadamente durante a greve, tendo vido a acionar judicialmente a instituição, que resultou no afastamento e posterior condenação judicial das chefias a pagarem multas pelo dano moral causado à servidora. Em 2017 a sombra do assédio veio por meio da onda de ataques religiosos sobre a educação sexual nas escolas intitulada de "Ideologia do género" que mobilizou professor em busca de garantia de direitos em várias instâncias, como a Defensoria Pública do Estado do Ceará.

### Assédio e violência Sexual
Denuncias de assédio tem surgido e gerado insegurança dentro dos campi do IFCE. Em Maracanaú um servidor foi afastado em 2018 e esta sendo processado administrativa por assédio sexual. Já em 2017, no campus de Fortaleza, uma tentativa de estupro deixou a comunidade acadêmica muita abalada, revelando uma situação de insegurança no campus, que reagiu aumentando o número de câmeras e mais rigor na entrada de alunos e visitantes. A situação em Fortaleza gerou uma mobilização, com várias manifestações dos estudantes e da comunidade.

### Expansão
Depois da mudança de institucionalidade que criou uma nova forma de instituição educacional pretendida ser extensiva pelo país ofertando ensino médio, técnico e superior, foi implantada uma agenda de expansão que gerou críticas por ter criado situações em que a qualidade das condições de trabalho e de ensino foram comprometidas em troca da imagem política de inauguração e novos espaços para ensino. Exemplo disso foi a conversão da fazenda na cidade de Umirim que foi transformada em campus gerando críticas e mobilização pela melhoria de condições de trabalho e segurança com manifestações em 2014, dos servidores e alunos do campus, como contratação de terceirizados para segurança e serviços gerais e construções diversas. Mesmo com essas críticas a gestão tentou esclarecer a situação informando que tais agendas são parte de planos que fogem a gestão, bem como contingenciamentos de verbas pela gestão do governo federal. Problemas em concursos para o aumento de servidores também surgiram ao longo da expansão, o que gerou fortes críticas do sindicato.

### Pandemia de COVID-19 no Brasil
No início da Pandemia de COVID-19 no Brasil o IFCE, assim como em todo o Brasil, o clima foi de muitas angústias e incertezas. A instituição estabeleceu um comité de gestão da pandemia que estabeleceu a paralisação das atividades presenciais a partir de 16 de março de 2020. A suspensão foi sendo prorrogada por todo o período do ano de 2020 e nos meses iniciais foram sendo formuladas normas e estratégias de ensino a distância e treinamentos para os docentes e técnicos realizarem suas atividades e atenderem aos alunos. Dificuldades econômicas, já em decorrência da paralisação da economia pela pandemia, geraram várias críticas sobre um retorno das aulas a distância, mas o IFCE tentou sanar essas dificuldades com a manutenção das bolsas e a reformulação dos auxílios educacionais ao panorama social do momento e planejou a distribuição para alunos de baixa renda, tablets e chips para acesso às aulas remotas. Críticas aos meios de apoio e ao sistema de trabalho remoto foram se acumulando e o sindicato dos servidores fez várias denúncias e moveu ação judicial, na tentativa de ajustar as atividades para uma condição melhor de trabalho e ensino.